# Przepiórnik (zwyczajny)
Przepiórnik (zwyczajny) (Turnix sylvaticus) – gatunek małego, podobnego do przepiórki ptaka z rodziny przepiórników (Turnicidae). Jest ptakiem lęgowym w południowej Hiszpanii, północno-zachodniej oraz subsaharyjskiej Afryce, w południowo-zachodniej części Półwyspu Arabskiego oraz w Azji Południowej i Południowo-Wschodniej oraz w południowej części Azji Wschodniej.

## Morfologia
Długość ciała wynosi 13–16 cm; samce ważą 32–60 g, a samice – 39–74 g. Samica jest większa od samca i intensywniej ubarwiona niż on. Pióra koloru brązowego, głowa i boki ciała nakrapiane, wierzch ciała prążkowany, brzuch jasny.

## Systematyka
Przepiórnik jest blisko spokrewniony z przepiórnikiem cienkodziobym (Turnix maculosus) – dawniej uznawano je za przedstawicieli tego samego gatunku, jednak różnią się barwą upierzenia, dzioba i nóg.

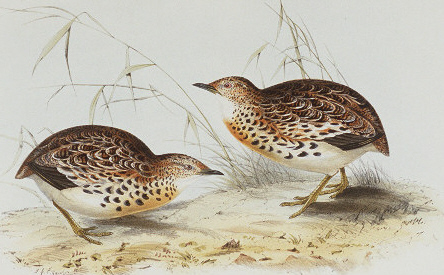
Przepiórniki na XIX-wiecznym rysunku

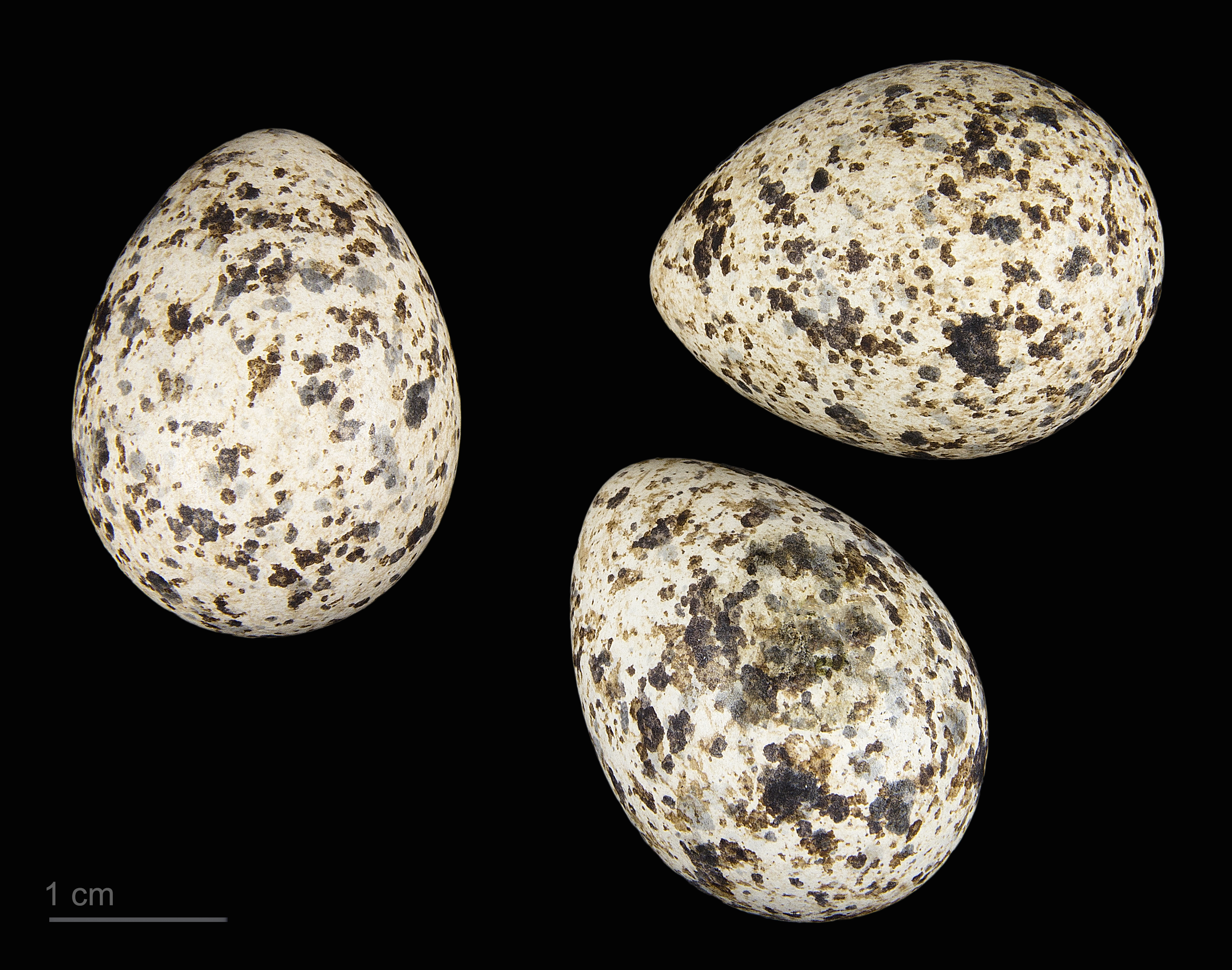
Jaja przepiórnika z kolekcji muzealnej

### Podgatunki i zasięg występowania
Obecnie wyróżnia się 9 podgatunków T. sylvaticus:
- T. s. sylvaticus (Desfontaines, 1789) – przepiórnik (zwyczajny) – relikt w południowej Hiszpanii i na północno-zachodnim wybrzeżu Afryki.
- T. s. lepurana (A. Smith, 1836) – przepiórnik mały – subsaharyjska Afryka i południowo-zachodni Półwysep Arabski.
- T. s. dussumier (Temminck, 1828) – przepiórnik białobrzuchy – Pakistan i Indie po Mjanmę; być może wschodni Iran (niepotwierdzony).
- T. s. davidi Delacour & Jabouille, 1930 – Indochiny do południowych Chin i Tajwan.
- T. s. whiteheadi Ogilvie-Grant, 1897 – Luzon (północne Filipiny).
- T. s. nigrorum DuPont, 1976 – Negros (południowo-środkowe Filipiny).
- T. s. celestinoi McGregor, 1907 – Bohol i Mindanao (południowo-wschodnie Filipiny).
- T. s. suluensis Mearns, 1905 – archipelag Sulu (na południowy zachód od Mindanao) – wyspa Jolo i być może Sanga-Sanga.
- T. s. bartelsorum Neumann, 1929 – Jawa i Bali.

## Ekologia i zachowanie
Przepiórnik zamieszkuje zazwyczaj ciepłe trawiaste równiny, sawanny z krzewami, karłowate dżungle, zarośla, pola uprawne, ścierniska itp. Gatunek ten jest zazwyczaj dość trudny do spostrzeżenia. Unika latania.
Tokuje samica. Gniazdo to płytki, wydrapany dołek wyłożony trawą, dobrze ukryty pod kępą traw lub niską roślinnością. W zniesieniu 2–7 jaj, najczęściej 4. Inkubacja trwa 12–15 dni. Wysiadywaniem i opieką nad pisklętami zajmuje się najczęściej tylko samiec.
Żywi się bezkręgowcami oraz nasionami, zwłaszcza traw.

## Status
Międzynarodowa Unia Ochrony Przyrody (IUCN) uznaje przepiórnika za gatunek najmniejszej troski (LC – Least Concern). Całkowita liczebność populacji nie została oszacowana, choć w zależności od miejsca występowania gatunek opisywany jest jako od rzadkiego po lokalnie bardzo liczny. Populacja europejska jest na granicy wymarcia, być może już wymarła. Globalny trend liczebności populacji uznawany jest za spadkowy ze względu na postępującą degradację siedlisk oraz polowania.